# Folienabzug

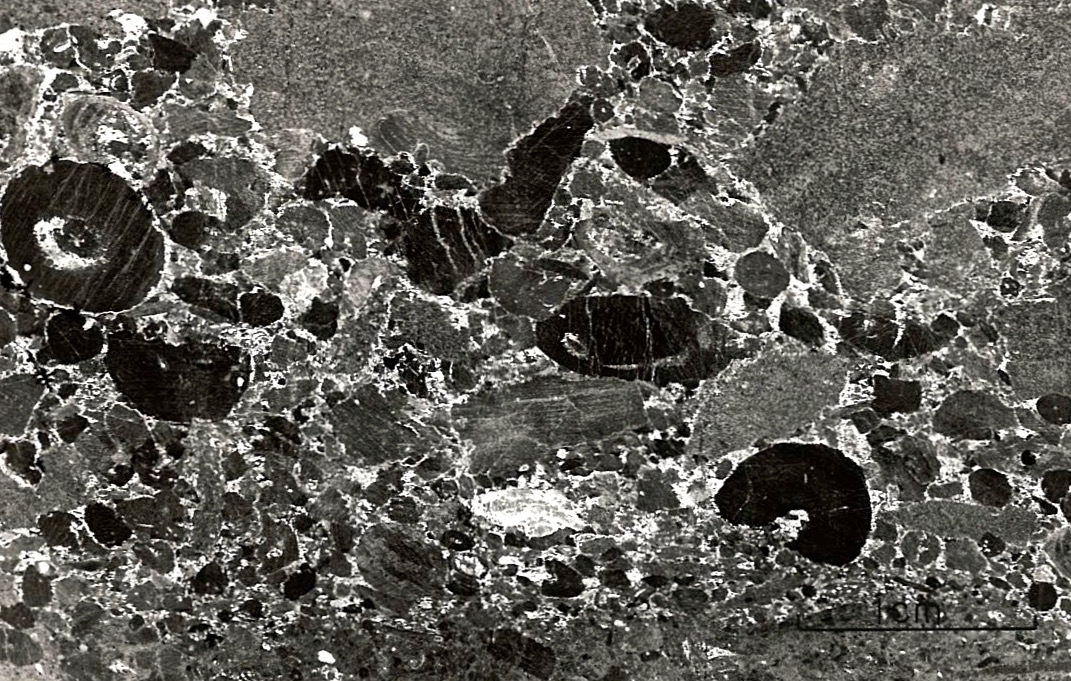
Folienabzug eines hämtatitschüssiger Riffschutt, Elbingeröder Komplex, Harz

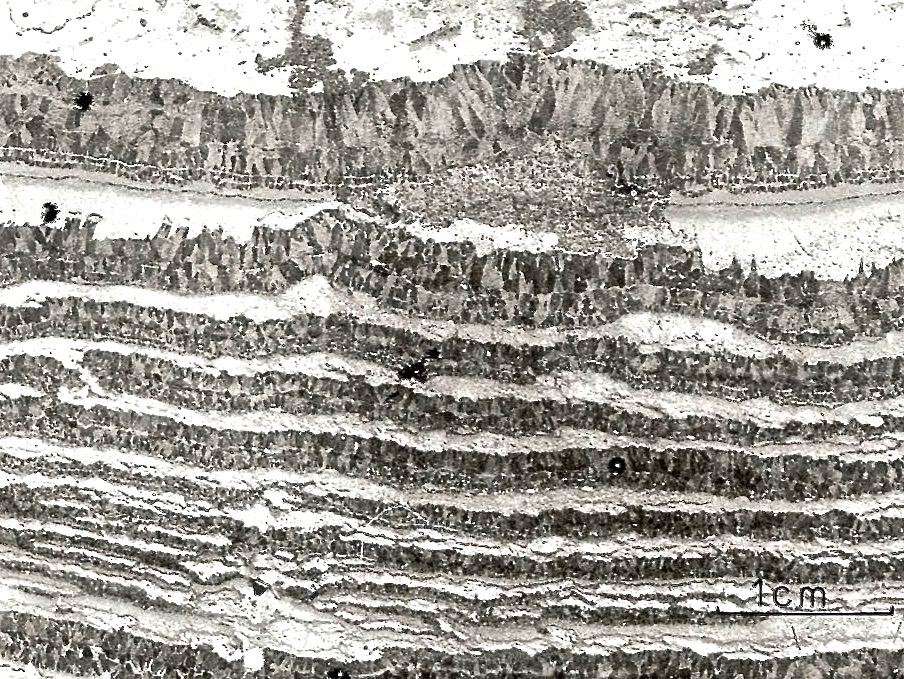
Folienabzug eines Zebrakalk, Rübeland

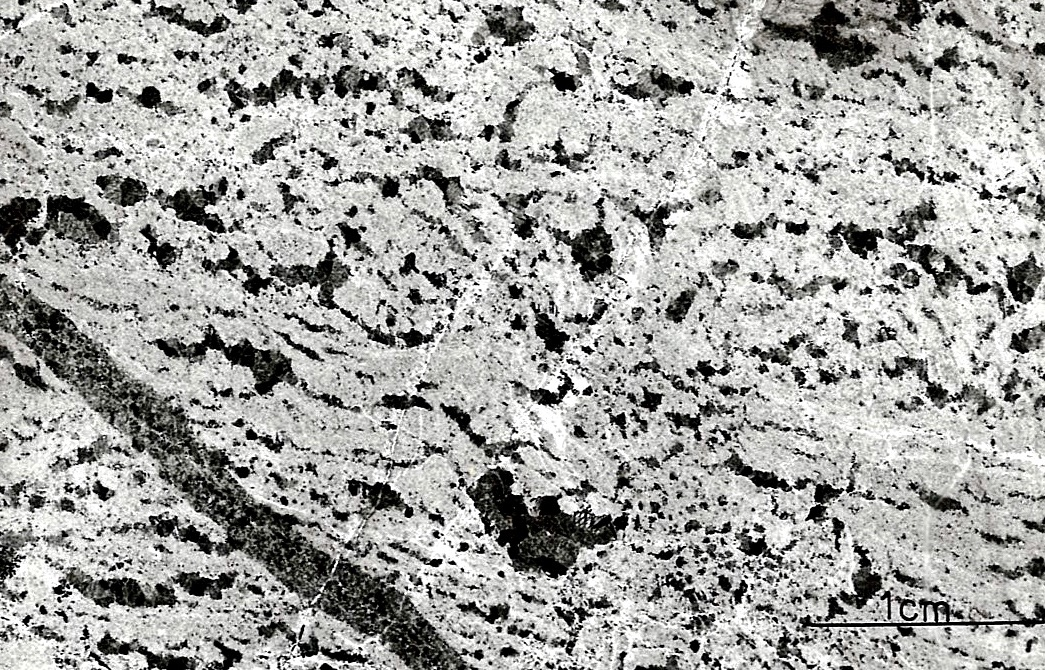
Folienabzug eines Dismikrit, Elbingerode

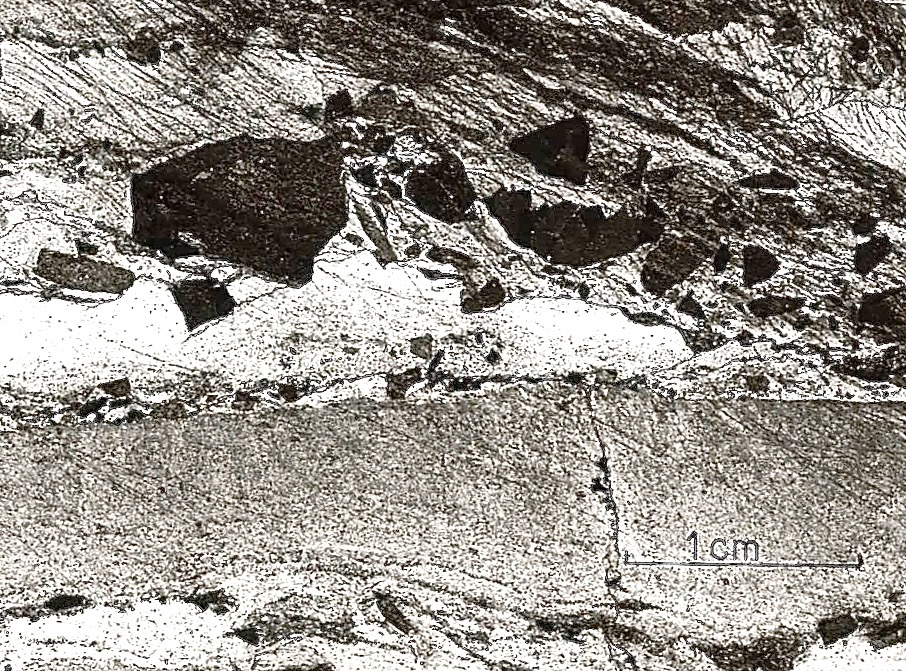
Folienabzug eines Neptunischer Ganges, Rübeland

Die Herstellung von Folienabzügen ist eine Präparationstechnik in der Sedimentologie zur Dokumentation von geschliffenen, polierten und angeätzten Oberflächen von Gesteinen, wobei die Oberflächenstruktur mit Hilfe von Lösungsmitteln, meistens Aceton auf geeignete Folien übertragen wird.

## Präparation
Die zu untersuchende Gesteinspartie wird zunächst gesägt und mit Schleifpulver, meist Siliciumcarbid, einer groben Körnung F28 (600 µm) angeschliffen. Für größere Detailschärfe kann die Oberfläche mit Aluminiumoxid (Körnung 1 µm) weiter geglättet werden.  Die so vorbereiteten Oberflächen von Karbonatgesteine können mit Essigsäure, Ameisensäure oder Salzsäure angeätzt werden, so dass ein Mikrorelief erzeugt wird. Die präparierte Probe wird behutsam gewaschen und getrocknet. Für die Qualität des Abzuges ist es entscheidend, dass die Oberfläche nach dem Ätzen nicht mehr berührt und in einer Sandkiste oder mit Knetmassen völlig plan ausgerichtet wird, damit die Oberfläche vollständig mit Lösungsmittel benetzt werden kann. Nach dem Benetzen wird die Folie möglichst, zügig vor dem Verdunsten des Lösungsmittels, staub- und blasenfrei auf die Oberfläche gerollt und nach ca. 5–10 Minuten zum Trocknen auf die Folienseite gedreht und so einige Tage getrocknet. Danach kann sich Folie behutsam vom Gestein abgezogen, randscharf beschnitten und zwischen Glasplatten gepresst werden.

### Lösungsmittel
Als Lösungsmittel können für Karbonatgesteine Essigsäuremethylester, Essigsäureethylester, Milchsäureethylester, 1,1,2,2-Tetrachlorethan und Aceton eingesetzt werden, wobei sich in der Praxis die Verwendung von Aceton durchgesetzt hat.
Für silikatische Gesteine hat sich die Ätzung der Oberfläche 30%iger Flusssäure bewährt.

### Folien
Erste Versuche Repliken von Gesteinsoberflächen darzustellen wurden 1968 mit Hilfe von Trichlorethylen und  Ethylcellulose vorgenommen. Diese Abzüge waren jedoch sehr zerbrechlich und auch unterschiedlich dick.
Heute werden Folien aus Celluloseacetat verwendet, die industriell in einer großen Bandbreite von unterschiedlichen Stärken angeboten. Für die Herstellung von Folienabzügen eignen sich besonders 0,1 bis 0,2 mm starke, von beiden Seiten polierte Folien. Stärkere Folien sind – obwohl sie sich weniger verbiegen und einrollen  – schwieriger zu handhaben, weil sie zu starr  sind und  die Abbildungen mit zunehmender Foliendicke an Kontrast verlieren.

## Verwendung
Die Methode eignet sich insbesondere zur Dokumentation lithologischer Details von Karbonatgesteinen oder klastischen Gesteinen mit einer karbonatischer Matrix. Seltener werden Folienabzüge auch von kieseligen oder klastischen Sedimentgesteinen hergestellt.
Nicht oder gering poröse Gesteine sind für die Methode in der Regel besser geeignet als löchrige oder poröse Gesteine, da so eine vollständige Benetzung der Gesteinsoberfläche mit Lösungsmittel besser gewährleistet werden kann. Um die Porosität des Gesteins zu reduzieren, ist es mitunter erforderlich, die Gesteinsprobe unter Vakuum mit einem Harz zu tränken und dann erneut anzuschleifen.
Folienabzüge können im Gegensatz zu Dünnschliffen auch von wesentlich größeren Gesteinspartien angefertigt werden (bis zu 0,5 m × 0,5 m). Häufig werden die Folienabzüge – in Glasplatten gepresst und als fotografische Negative – dokumentiert.
Die Herstellung von Folienabzügen ist zeitsparender und kostengünstiger im Vergleich zur Herstellung von Dick- oder Dünnschliffen.